# 소비타 둘리팔라
소비타 둘리팔라(힌디어: शोभिता धूलिपाला, 영어: Sobhita Dhulipala, 1992년 5월 31일 ~ )는 인도의 배우, 모델이다. 2013 미스 어스 인도 대표이다.